# مجموعة بلانسي
مجموعة بلانسي (بالإنجليزية Plansee Group) هي شركة نمساوية متخصصة في إنتاج المواد المعدنية مثل الموليبدينوم والتنجستن وفي معالجتها إلى أدوات وأجزاء مقبولة.

## نبذة

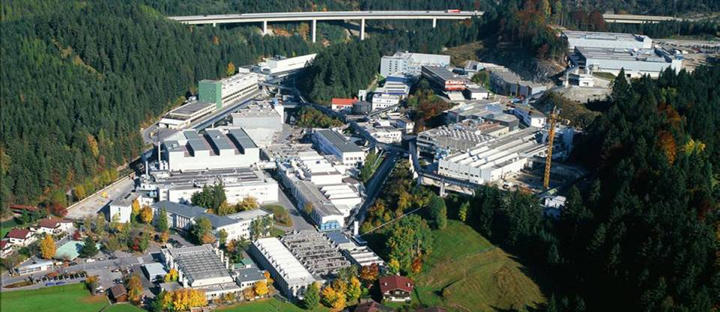
موقع إنتاج مجموعة بلانسي 2008

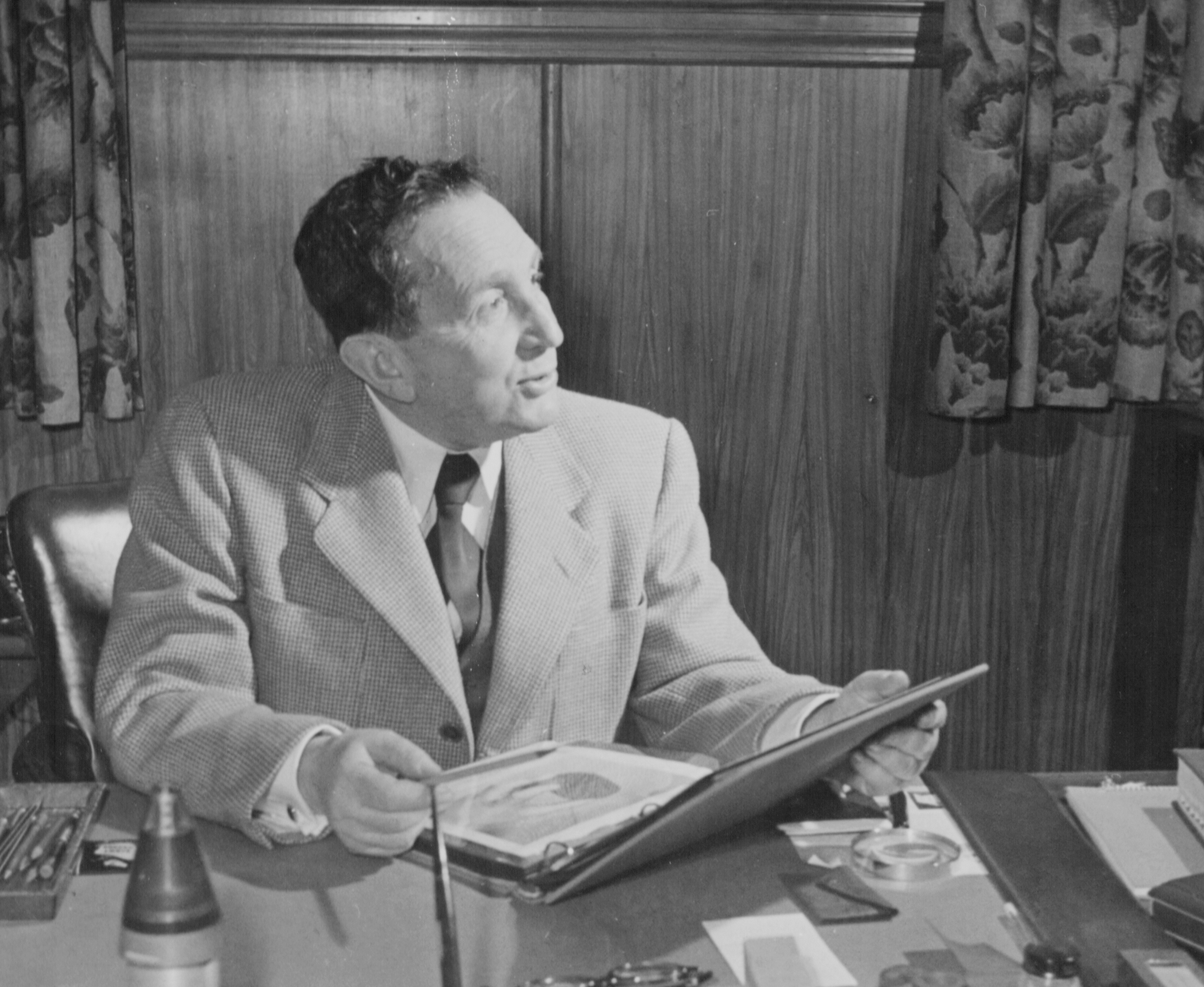
بول شوارزكوف في ريوت (أواخر الخمسينات)

مجموعة بلانسي هي شركة خاصة وتعتبر رائدة في السوق العالمية.

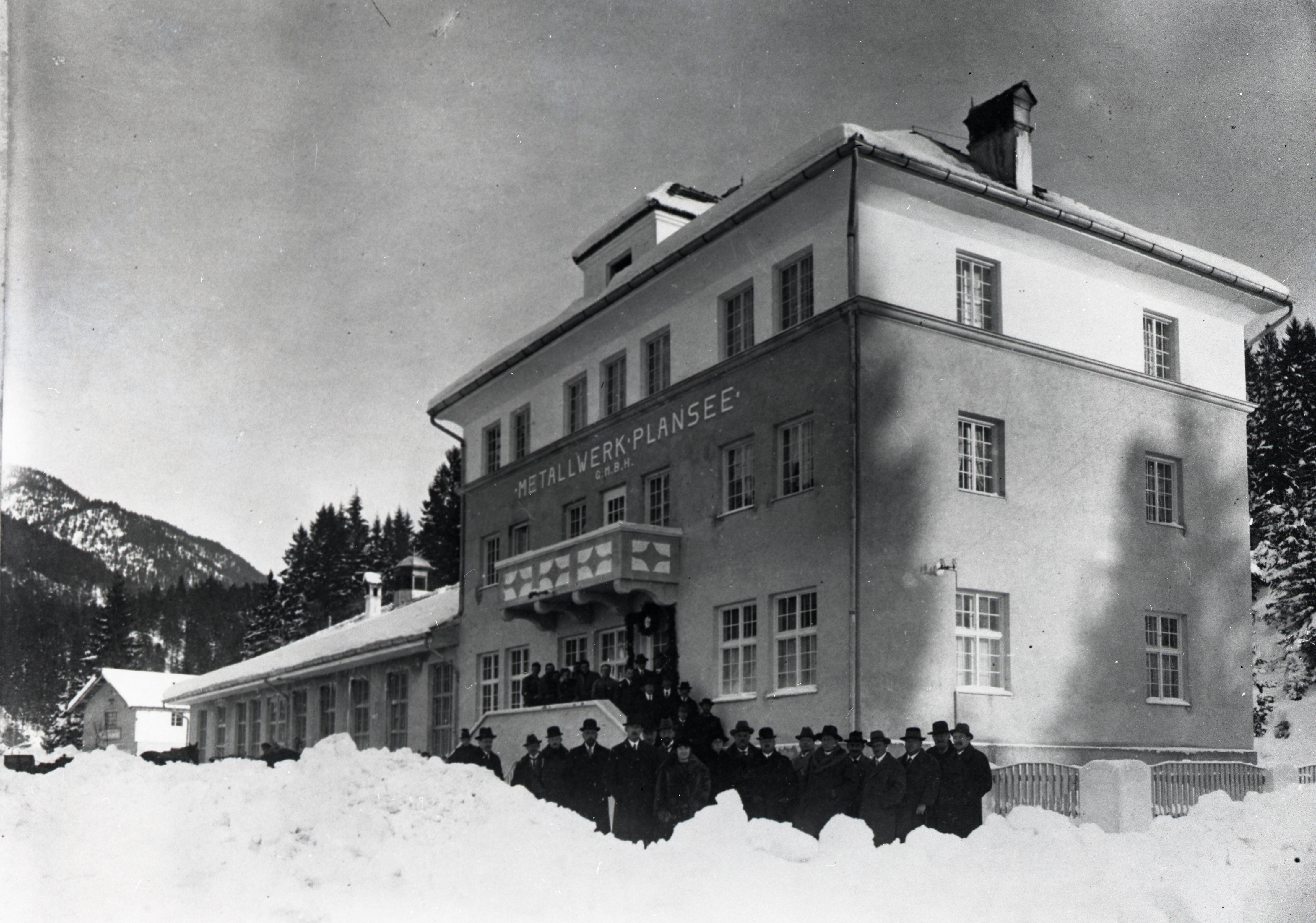
مجموعة بلانسي (1922)

## روابط خارجية
- مجموعة بلانسي